# Вануа-Мбалаву
Вануа-Мбалаву (фидж. Vanua Balavu) — остров на архипелаге Фиджи в юго-западной части Тихого океана, к северу от Новой Зеландии, к востоку от Вануату, к югу от Тувалу и к западу от Тонги. Административно входит в состав провинции Лау, Фиджи.

## География
Вануа-Мбалаву расположен в северной части островов Лау, в 285 км к востоку-северо-востоку от города Сува и в 96 км к юго-востоку от острова Тавеуни. Является вторым по величине островом архипелага (если не учитывать острова Моала). Ближайший материк, Австралия, находится примерно в 3000 км.
С точки зрения геологии, Вануа-Мбалаву представляет собой вулканический комплекс, сформировавшийся в период миоцена-плейстоцена, с большим участком суши, занятым коралловым известняком, которым покрыто около 25 % поверхности острова. Северная часть острова занята известняками позднего миоцена; центральная часть — вулканическими породами периода плиоцена (в основном это оливиновый базальт, базальт и лава из пироксенового андезита с прослойками туфа, брекчии и лапилли); южная часть — вулканическими породами периода миоцена (пироксеновый андезит, брекчия из оливинового базальта, песчаник). Вануа-Мбалаву окружён коралловыми рифами. По форме остров извилистый и узкий; длина составляет около 25 км. Состоит из 6 маленьких островков. Площадь Вануа-Мбалаву — 53 км², а высшая точка достигает 283 м. Берега острова обрывистые. Почвы имеют вулканическое происхождение и характеризуются высоким плодородием.
Вануа-Мбалаву покрыт густой растительностью. Имеются мангровые заросли. Климат острова влажный тропический. Подвержен негативному воздействию циклонов.

## История
Европейским первооткрывателем острова стал британский миссионер Джеймс Уилсон, открывший его в 1797 году. В 1840 году Вануа-Мбалаву и близлежащие острова были замечены американским путешественником Чарльзом Уилксом, который назвал их «острова Исследования» (англ. Exploring Isles).
В течение XIX века мимо Вануа-Мбалаву проплывало большое количество кораблей, курсировавших между Тонга и Фиджи. Тогда же на острове обосновались представители европейских торговых компаний. В 1848 году Вануа-Мбалаву, как другие северные острова Лау, были захвачены тонганским вождём, двоюродным братом короля Тауфаахау, Энеле Маафу.
После 1874 года, когда острова Фиджи стали британской колонией, роль острова резко упала. В настоящее время Вануа-Мбалаву является территорией Республики Фиджи.

## Население
Коренным населением острова являются представители народа фиджи, разговаривающие на фиджийском языке, в переводе с которого название Вануа-Мбалаву означает «длинная суша».

## Экономика
В настоящее время основным занятием местных жителей является производство копры и вылов морских огурцов. Главный населённый пункт острова, деревня Ломалома, в прошлом был крупным тихоокеанским портом. В нём также появился первый в Фиджи ботанический сад. Действует аэродром.